# Tulip Air
Tulip Air was een Nederlandse luchtvaartmaatschappij. Het was een van de eerste bedrijven die werd overgenomen door Erik de Vlieger. Samen met de RAS en Dynamic Airlines vormde het DYNAMIC EXEL. Tulip Air beschikt niet meer over operationele vliegtuigen. Het heeft ook geen vergunning tot vluchtuitvoering meer. Op Rotterdam Airport is nog wel een bedrijfspand in handen van Tulip Air.